# 郑村西园
郑村西园是位于安徽省黄山市歙县郑村镇郑村的一座古宅，建于清康熙五十年（1717年），已列为黄山市文物保护单位。。
郑村郑氏24世祖郑以显为徽州清代五大名医之一，因其祖宅名“西园”，俗称“西园喉科”，2014年11月列入国家级非物质遗产代表性项目。
2017年10月17日，郑某诉汪某的“西园争夺”案，二审后汪某败诉，拒不执行。2018年6月1日法院强制执行。。